# Theodor Codrescu
Theodor Codrescu (Iași, 1819-Iași, 1894) fue un profesor, traductor, impresor, editor y escritor rumano.

## Biografía
Nacido en Iași en 1819, inició sus estudios en el país y los terminó en Francia. De regreso a Iași, fue nombrado profesor de la escuela secundaria central de esa ciudad. Fundó la imprenta rumana Buciumulul en 1854 y editó el periódico Zimbrul, además de ser prefecto del condado de Iași antes de la unificación de los Principados, si bien se dedicó principalmente a la imprenta y la edición de libros. Falleció en marzo de 1894 en Iași.
Entre sus publicaciones se encontraron títulos como Uricariul, documentos históricos en 3 volúmenes, y Dictionarul româno-francez.